# Braunauer Zeitgeschichte-Tage

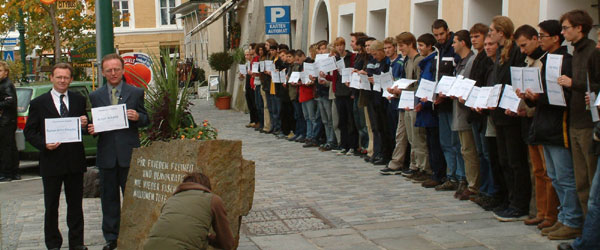
11. Braunauer Zeitgeschichte-Tage: Bürgermeister Gerhard Skiba und Andreas Maislinger und Gedenkdiener erinnern vor dem Adolf-Hitler-Geburtshaus an Gerechte unter den Völkern (2002)

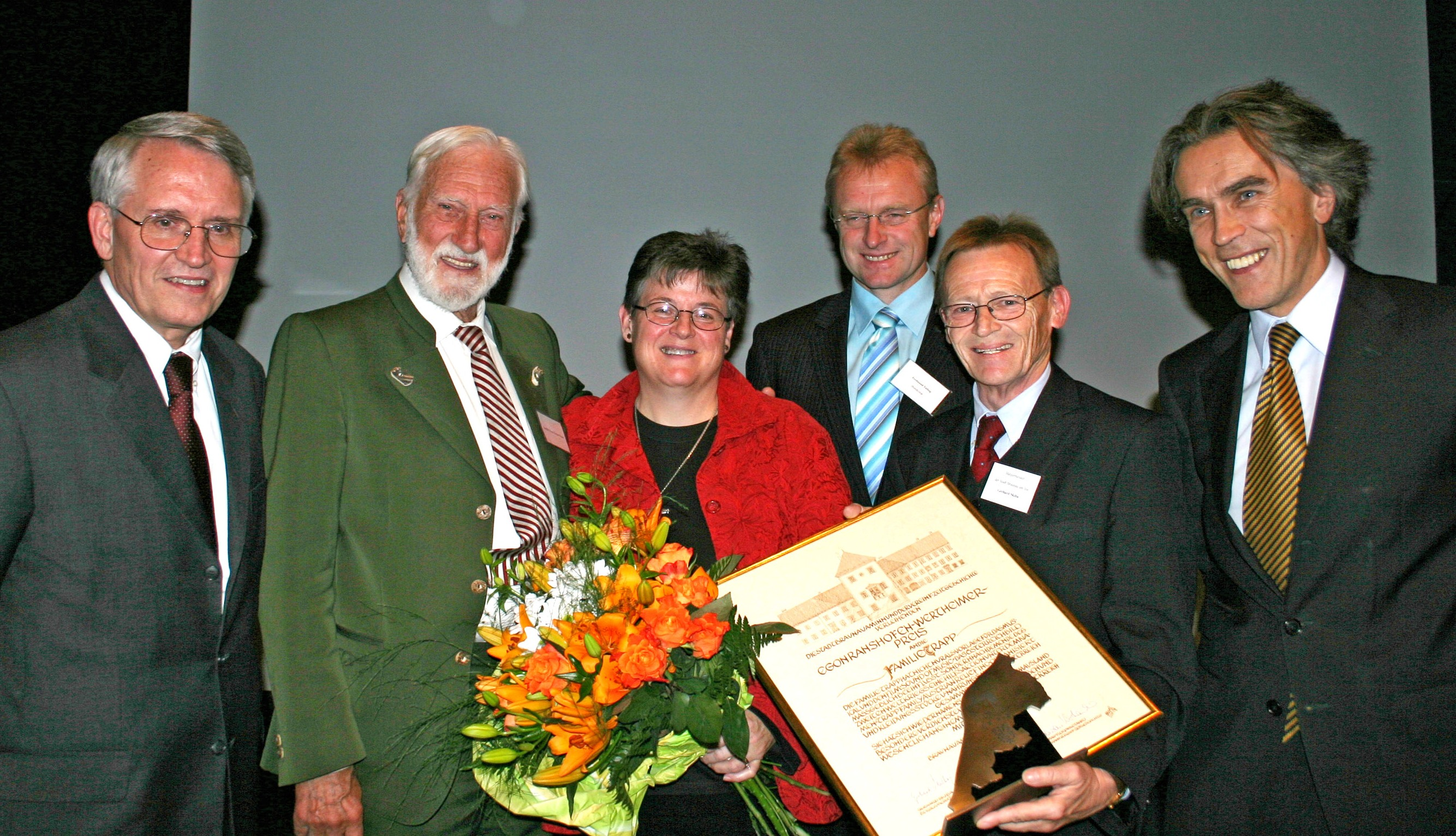
16. Braunauer Zeitgeschichte-Tage: Tizzy von Trapp erhielt für die Trapp Family Austrian Relief Inc. den Egon Ranshofen-Wertheimer Preis (2007)

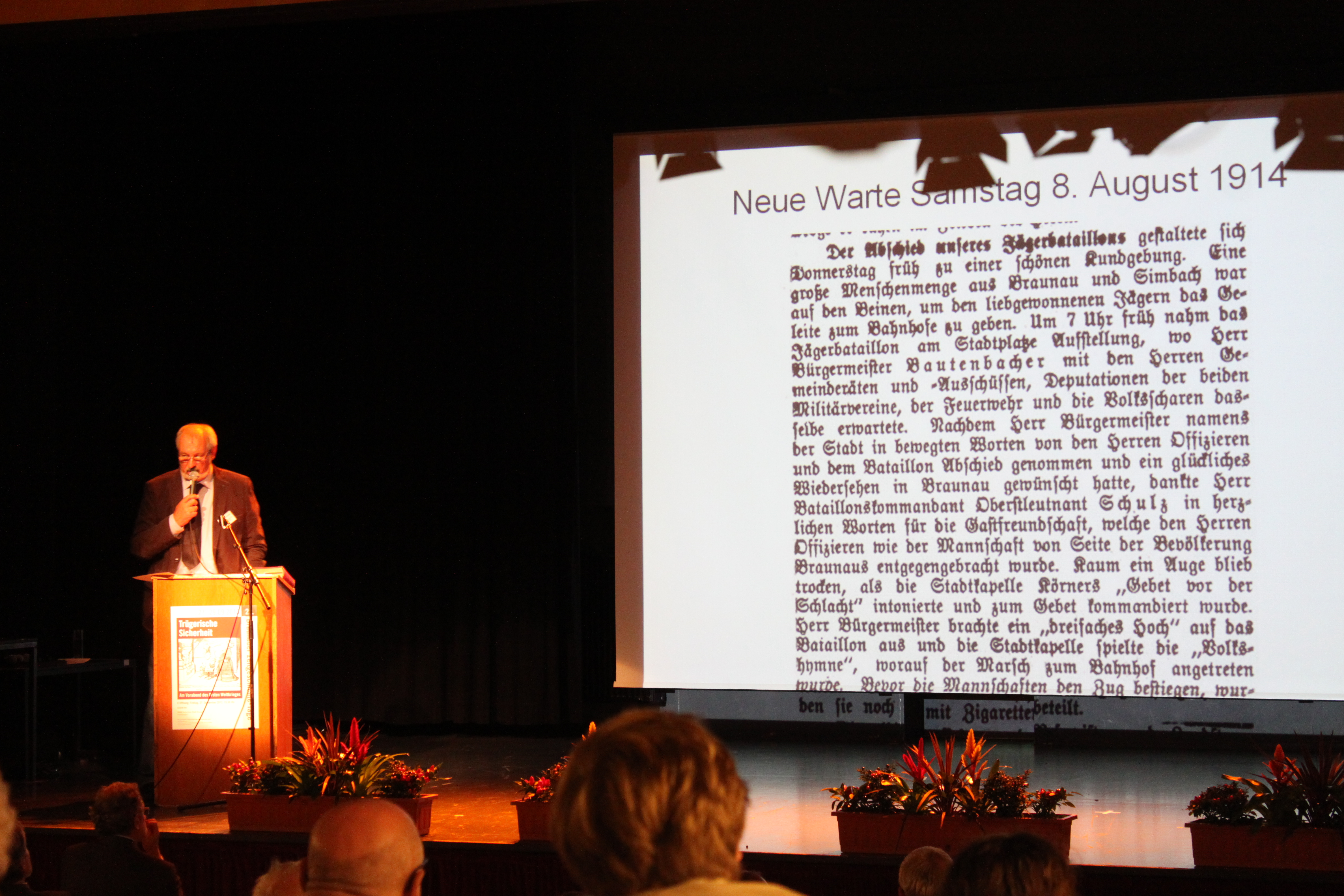
22. Braunauer Zeitgeschichte-Tage: Florian Kotanko berichtet über die Verabschiedung des k.u.k. Feldjäger-bataillons Nr. 4 von Braunau mit einem Artikel der Neuen Warte vom 8. August 1914 (2013)

Die Braunauer Zeitgeschichte-Tage sind eine Tagung zur Zeitgeschichte in der Stadt Braunau am Inn. Jährlich wird ein zeitgeschichtliches Thema mit Vorträgen und Diskussionen verhandelt.

## Geschichte
Die Zeitgeschichte-Tage in Braunau am Inn entstanden über eine Initiative des Politikwissenschaftlers Andreas Maislinger, welcher 1992 die erste Tagung veranstalten konnte und danach bis 2012 die wissenschaftliche Leitung innehatte. Unmittelbar nach der ersten Tagung kam es zur Bildung des Vereins für Zeitgeschichte Braunau, welcher seit 1993 die Organisation der Tagung durchführt.

## Regionale Schwerpunkte seit 2004
Nach Tagungen über „Vergangenheitsbewältigung“, Widerstand in Diktaturen und andere allgemeine zeitgeschichtliche Themen will der Verein für Zeitgeschichte mit den Themen der Tagungen seit 2004 zur stärkeren Beschäftigung mit dem Innviertel und dem angrenzenden Bayern anregen.
2004 ging es um den „Kleinen Grenzverkehr“ an Salzach und Inn in den Jahren 1933 bis 1938, um „große Politik“ ebenso wie um das Alltagsleben an der Nahtstelle von zwei politischen Systemen, um Unterschiede und Gemeinsamkeiten.
Von 23. bis 25. September 2005 wurde der historische Hintergrund für das „Braunauer Parlament“ 1705 analysiert, das für kurze Zeit Adel, Klerus, Bürger und Bauern unter dem Schlagwort „Lieber bayrisch sterben als österreichisch verderben“ vereinte.
2006 stand Johann Philipp Palm im Mittelpunkt: Der Nürnberger Buchhändler wurde am 26. August 1806 auf Befehl Napoléons I. in Braunau erschossen.
2007 wurde an Egon Ranshofen-Wertheimer erinnert. Der 1894 in Ranshofen geborene, 1957 in New York gestorbene Staatswissenschaftler war Diplomat im Dienste des Völkerbunds und der UNO, ist aber trotz seines Eintretens für Österreich heute weitgehend vergessen. Während der Tagung wurde erstmals der Egon Ranshofen-Wertheimer Preis der Stadt Braunau am Inn vergeben.
2008 haben sich die 17. Braunauer Zeitgeschichte-Tage aus Anlass der Fußball-Europameisterschaft in Österreich und der Schweiz mit der Faszination Fußball beschäftigt.
2009 berichteten Alt-Landeshauptmann Josef Ratzenböck und der Germanist Hans Göttler über ihre Kindheit im Wirtshaus.

## Erweiterte Blickwinkel seit 2013
Seit 2013 ist der Verein für Zeitgeschichte nicht nur für die Organisation, sondern auch für die inhaltliche Positionierung allein verantwortlich.
Thematisiert wurden die Zeit vor dem Ersten Weltkrieg, die Zeit zwischen dem „Anschluss“ Österreichs und dem Beginn des Zweiten Weltkrieges, die Rolle von und das Leben in Lagern, wobei die Aktualität gerade dieses Themas durch den Blick auf Flüchtlingslager besonders betont wurde. Weit über die Region hinaus führten auch Themen mit Bezügen zu Visual History, Religion und zur viel diskutierten Chiffre „1968“.

## Themen
- 1992: 1. Unerwünschtes Erbe: Bautzen, Braunau am Inn, Dachau, Ebensee, Gori[5], Gurs, Hartheim, Kielce, Mauthausen, Offenhausen, Oswiecim, Predappio, Redl-Zipf, Theresienstadt, Vichy, Weimar, Wunsiedel.
- 1993: 2. Verbotener Umgang: Kriegsgefangene und Fremdarbeiterinnen.
- 1994: 3. Ver-rückte Grenzen: Verbindendes und Trennendes.
- 1995: 4. Notwendiger Verrat: Der Fall Franz Jägerstätter.
- 1996: 5. Verfreundete Nachbarn: Deutschland und das deutsche Österreich.
- 1997: 6. Go West: Faszination Amerika nach 1945.
- 1998: 7. Belastete Namen: Namen und Politik.
- 1999: 8. Notwendige Begegnungen: Albaner, Bosnier, Kroaten, Roma, Serben.
- 2000: 9. Getrennte Wege: Deutsche, Juden, Österreicher, Tschechen.
- 2001: 10. Verzerrte Wahrnehmung: Bild und Realität der Roma und Sinti.
- 2002: 11. Wenige Gerechte? – Widerstand und Zivilcourage in Diktaturen.
- 2003: 12. Parallele Leben: Braunau am Inn, Broumov, Lavarone.
- 2004: 13. Kleiner Grenzverkehr: 1933 bis 1938 an Salzach und Inn.
- 2005: 14. Braunauer Parlament. Adel, Klerus, Bürger, Bauern anno 1705.
- 2006: 15. Unfreiwilliger Held: Johann Philipp Palm.
- 2007: 16. Peacemakers Manual. Zu Egon Ranshofen-Wertheimer.
- 2008: 17. Faszination Fußball.
- 2009: 18. Verkleinerte Welt. Das Wirtshaus als politischer Ort.
- 2010: 19. Alte Stadt. 750 Jahre Braunau am Inn.
- 2011: 20. Schwieriges Erbe. 19 Jahre nach dem Unerwünschten Erbe.
- 2012: 21. Adel verpflichtet. Die Verantwortung des Adels einst und jetzt.
- 2013: 22. Trügerische Sicherheit – Am Vorabend des ersten Weltkrieges
- 2014: 23. endlich deutsch ... – Österreich zwischen Anschluss und Krieg
- 2015: 24. Schicksalsort Lager
- 2016: 25. Macht der Bilder – Bilder der Macht
- 2017: 26. Religion und Moderne
- 2018: 27. 1968
- 2019: 28. geachtet – geächtet
- 2020: 29. Das schwache Geschlecht?
- 2021: 30. Wahrheit (er)finden [6]
- 2022: 31. Aus dem Nachlass der Familie Wertheimer[7]
- 2023: 32. Gefährdete Demokratie. Vortragende: Peter Huemer, Florian Wenninger, Felix Butzlaff, Jonas Schaible, Martin Kreutner, Tamara Ehs, sowie eine Ausstellung mit Werken von Recha Kohn (* 1920) im Kunstraum Valentinum

## Referenten
Karl Otmar von Aretin, Ludwig Baumann, Peter Becher, Wolfgang Johannes Bekh, Gerhard Botz, Thomas Brechenmacher, Emil Brix, Walter Brunner, Adolf Burger, Michel Cullin, György Dalos, Georg Denzler, Wacław Długoborski, Giorgio Frassineti, Winfried Garscha, Roland Girtler, Gabriela von Habsburg, Ulrich Habsburg-Lothringen, Norbert van Handel, Fritz Hausjell, Mozes F. Heinschink, Gregor Henckel-Donnersmarck, Madeleine Herren-Oesch, Fritz Hirzel, Ulrike Kammerhofer-Aggermann, Rudko Kawczynski, Michel Kerautret, Florian Kotanko, Robert Kriechbaumer, Andreas Laun, Oscarpreisträger Branko Lustig, Andreas Maislinger, Ludwig Mehlhorn, Stephanie von Pfuel, Peter Porsch, Gerald Praschl, Edith Rabenstein, Josef Ratzenböck, Hella Schlumberger, Burghart Schmidt, Gerhard Skiba, Klaus Theweleit, Wolfgang Ullrich, Gottfried Wagner, Reinhold Wagnleitner, Moshe Zimmermann, Tilman Zülch, Andreas T. Sturm u. a.